# Edvin Laine
Edvin Armas Laine (13 de julio de 1905-18 de noviembre de 1989) fue un director y actor teatral y cinematográfico finlandés, uno de los de mayor fama de su país.
Su película Tuntematon sotilas (1955) es, con mucho, la más vista de la historia de Finlandia. Dirigió también clásicos como Täällä Pohjantähden alla y Niskavuori, lo cual le llevó a ser, en palabras de Peter von Bagh, el director nacional finlandés.

## Biografía
Su nombre completo era Edvin Armas Laine, y nació en Iisalmi, Finlandia, siendo su padre un pintor y él uno de ocho hermanos. No pudieron costearle estudios universitarios, pero se formó entre 1927 y 1928 en la Academia Teatral de Helsinki.
La carrera artística de Edvin Laineen se inició como actor teatral en el Turun teatteri. En 1935 se mudó a Tampere, llegando a ser director del Tampereen Työväen Teatteri. Entre 1943 y 1953 Laine fue actor y director en el Helsingin Kansanteatteri, y desde 1953 a 1973 director en el Teatro nacional de Finlandia. Además, a lo largo de nueve años dirigió en el Teatro de Verano Pyynikin las representaciones de la adaptación de la novela Tuntemattomassa sotilaassa, así como varias óperas.
Como actor de cine debutó con la película Sano se suomeksi (1930), haciendo su actuación más relevante en Seitsemässä veljeksessä (1939).
Sin embargo, y a pesar de una carrera teatral de cuarenta años, Laine se hizo famoso como director de cine, realizando un total de 39 producciones en 43 años, la primera de ellas Yrjänän emännän synti (1943). Fueron conocidas sus adaptaciones de clásicos literarios finlandeses como Tuntematon sotilas (de Väinö Linna) y tres cintas sobre la saga de Hella Wuolijoki Niskavuori.
Edvin Laine falleció en Helsinki, Finlandia, en el año 1989. Su primera esposa fue Martta Parkkonen, fallecida en 1938. Posteriormente se casó con la actriz y guionista Mirjam Novero, que encarnó a Anna Kivivuorta en la película Täällä Pohjantähden alla. El matrimonio fue enterrado en el Cementerio de Hietaniemi.
Tenía un hermano menor, Aarne Laine, que fue un actor y trabajó a menudo como ayudante de dirección de Laine. La actriz Tuija Halonen era prima de Edvin Laine.

## Filmografía

### Director
- 1943 : Yrjänän emännän synti
- 1945 : Ristikon varjossa
- 1945 : Nokea ja kultaa
- 1946 : Kultainen kynttilänjalka
- 1946 : Kirkastuva sävel
- 1947 : Kultamitalivaimo
- 1947 : Pikku-Matti maailmalla
- 1948 : Laitakaupungin laulu
- 1948 : Laulava sydän
- 1948 : Onnen-Pekka
- 1949 : Ruma Elsa
- 1949 : Prinsessa Ruusunen
- 1949 : Aaltoska orkaniseeraa
- 1950 : Isäpappa ja keltanokka
- 1950 : Tapahtui kaukana
- 1951 : Vihaan sinua – rakas
- 1952 : Yhden yön hinta
- 1952 : Niskavuoren Heta
- 1953 : Jälkeen syntiinlankeemuksen
- 1954 : Kunnioittaen
- 1954 : Niskavuoren Aarne
- 1954 : Opri
- 1955 : Veteraanin voitto
- 1955 : Tuntematon sotilas
- 1957 : Musta rakkaus
- 1957 : Niskavuori taistelee
- 1958 : Sven Tuuva
- 1960 : Skandaali tyttökoulussa
- 1960 : Myöhästynyt hääyö
- 1962 : Pikku Suorasuu
- 1962 : Pinsiön parooni
- 1968 : Täällä Pohjantähden alla
- 1970 : Akseli ja Elina
- 1973 : Pohjantähti
- 1976 : Luottamus (junto a Viktor Tregubovitšin)
- 1977 : Viimeinen savotta
- 1979 : Ruskan jälkeen
- 1983 : Akaton mies
- 1986 : Akallinen mies

### Actor
- 1938 : Laivan kannella
- 1939 : Seitsemän veljestä
- 1940 : Oi, kallis Suomenmaa
- 1942 : Rantasuon raatajat
- 1942 : August järjestää kaiken
- 1943 : Yrjänän emännän synti
- 1943 : Keinumorsian
- 1944 : Sylvi
- 1945 : Ristikon varjossa
- 1945 : Nokea ja kultaa
- 1945 : Anna Liisa
- 1946 : Kultainen kynttilänjalka
- 1947 : Naiskohtaloita
- 1948 : Onnen-Pekka
- 1951 : Vihaan sinua – rakas
- 1952 : Yhden yön hinta
- 1953 : Jälkeen syntiinlankeemuksen
- 1954 : Hilmanpäivät
- 1955 : Rakas lurjus
- 1955 : Pastori Jussilainen
- 1957 : Risti ja liekki
- 1957 : Niskavuori taistelee
- 1957 : Musta rakkaus
- 1958 : Sven Tuuva
- 1960 : Myöhästynyt hääyö
- 1967 : Elokuva jalostavasta rakkaudesta (TV)
- 1983 : Akaton mies
- 1986 : Akallinen mies
- 1989 : Seitsemän veljestä (TV)

## Premios y distinciones

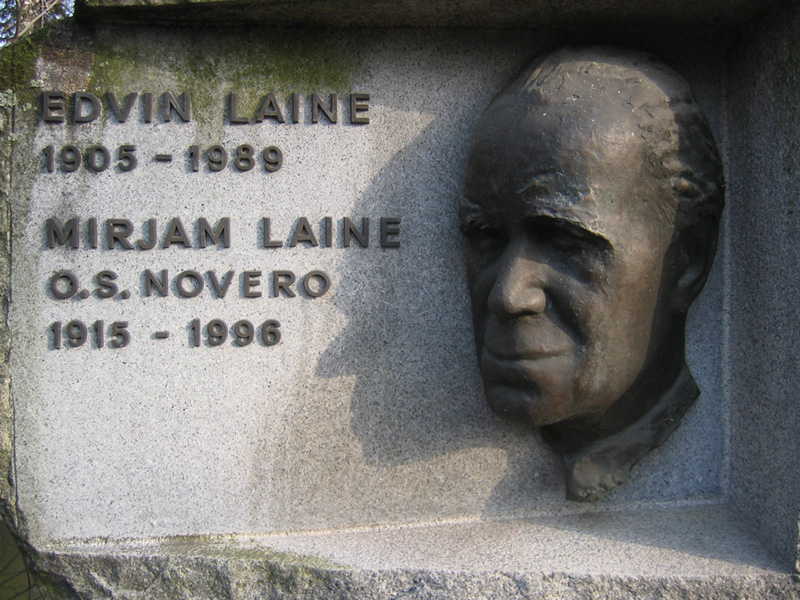
Lápida de Edvin Laineen en el Cementerio de Hietaniemi

Festival Internacional de Cine de Berlín
| Año  | Categoría   | Película               | Resultado |
| ---- | ----------- | ---------------------- | --------- |
| 1956 | Premio OCIC | El soldado desconocido | Ganador   |

- 1953 : Premio Jussi al mejor director por Niskavuoren Heta
- 1955 : Medalla Pro Finlandia
- 1955 : Premio Jussi al mejor director por Tuntematon sotilas
- 1959 : Nominado al Oso de Plata en el Festival Internacional de Cine de Berlín por Sven Tuuva
- 1961 : Nominado por Skandaali tyttökoulussa en el Festival Internacional de Cine de Moscú
- 1964 : Medalla de oro al mérito de las artes escénicas finlandesas
- 1968 : Premio Jussi por la dirección de Täällä Pohjantähden alla
- 1971 : Nominado por Akseli ja Elina en el Festival Internacional de Cine de Moscú
- 1974 : Nombramiento de Profesor
- 1980 : Medalla Helsinki
- 1985 : Medalla Ida Aalberg